# Guzmán de Alfarache
Pour les articles homonymes, voir Guzmán.
 (janvier 2025).
Si vous disposez d'ouvrages ou d'articles de référence ou si vous connaissez des sites web de qualité traitant du thème abordé ici, merci de compléter l'article en donnant les références utiles à sa vérifiabilité et en les liant à la section « Notes et références ».
Guzmán de Alfarache est un roman picaresque écrit par Mateo Alemán et publié en deux parties : la première à Madrid en 1599, avec le titre de Primera parte de Guzmán de Alfarache et la deuxième à Lisbonne en 1604, intitulée Segunda parte de la vida de Guzmán de Alfarache, atalaya de la vida humana.

## Présentation
Le livre relate les pérégrinations d’un jeune pícaro et adopte le point de vue autobiographique du protagoniste une fois arrivé à l’âge mûr. L’œuvre contient en quantité équivalente récit des aventures picaresques et commentaires moralisants du narrateur adulte, qui avec du recul réprouve sa vie passée. Ainsi, le Guzmán de Alfarache est conçu, et ce dès le prologue, comme un sermon doctrinal adressé à une société pécheresse et fut reçu comme tel par ses contemporains. Il s’agit donc d’un hybride entre roman de divertissement et discours moral.
La popularité qu’il atteignit à son époque fut immense, comme l'attestent les dizaines d’éditions au XVIIe siècle, les traductions très tôt en français, allemand, anglais, italien et latin, une suite apocryphe, Segunda parte del Guzmán de Alfarache de Juan Martí (es), publiée avant la seconde partie d’Alemán sous le pseudonyme de Mateo Luxán de Sayavedra, et les imitations comme El guitón Honofre (1604) de Gregorio González dont il fit l'objet.

## Éditions historiques
- Primera parte de Guzmán de Alfarache, Madrid, 1599
- Guzman d'Alfarache, divisé en trois livres par Mathieu Aleman, espagnol. Faict françois par G. Chappuys, Paris, 1600
- Segunda parte de la Vida del picaro Guzman de Alfarache, compuesto por Matheo Luxan de Sayavedra, Valence, 1602 il s'agit en fait d'une fausse seconde partie, écrite par Juan Martí (es)
- Segunda parte de la vida de Guzmán de Alfarache, atalaya de la vida humana, Lisbonne, 1604
- Vita del picaro Gusmano d'Alfatrace descritta da Matteo Alemanno di Siviglia,... e tradotta della lingua spagnuola nell' italiana da Barezzo Barezzi, Cremonese, Venise, 1616
- Der Landtstörtzer, oder, Gusman von Alfarache, oder Picaro genannt : dessen wunderbarliches, abenthewrlichs vnd possierliches Leben durch Aegidium Albertinum (Aegidius Albertinus (de)), Munich, 1615
- Le Gueux, ou la Vie de Guzman d'Alfarache, image de la vie humaine. Version nouvelle & fidelle d'Espagnol en François. Première partie de M. Aleman traduit par J. Chapelain, Paris, 1619
- Le Voleur, ou la Vie de Guzman d'Alfarache. Pourtrait du temps et miroir de la vie humaine. Piece non encore veuë, & renduë fidelement de l'original Espagnol de son premier & veritable Autheur Mateo Aleman. Seconde partie, traduit par J. Chapelain, Paris, 1620
- The Rogue, or the live of Guzman de Alfarache, written in Spanish by Matheo Aleman, translated by Don Diego Puede-Ser (James Mabbe (en)), Londres, 1622
- Vitae humanae proscenium, in quo sub persona Gusmani Alfaracii virtuteset vitia, omnia denique quae hominibus cujuscunque aetatis aut ordinis evenire solent aut possunt grphice et ad vivum repraesentantur. Gaspare Ens editore (M. Aleman auctore), Cologne, 1623
- Proscenii Vitæ Humanæ pars secunda : In Qua Sub Persona Gusmanni Alfaracii miræ fraudes, quibus tam ipse alios decepit quam ab aliis deceptus est, tum varii in vita hominum Eventus repræsentantur / Opera & studio Casparis Ens L., Cologne, 1624
- La Vie de Guzman d'Alfarache par Mateo Aleman, traduite par Gabriel Brémond, Paris, 1695
- Histoire de Guzman d'Alfarache (de Mateo Aleman), nouvellement traduite et purgée des moralitez superflues par M. Le Sage, Paris, 1732
- Histoire de Guzman d'Alfarache, nouvellement traduite et purgée des moralités superflues par M. Le Sage, Maestricht, 1777, 2 tomes
- Mateo Alemán, Guzmán d'Alfarache, édition de Francis Desvois, Paris, Classiques Garnier, 2014